# Eobroscus
Eobroscus — род жужелиц из подсемейства Broscinae.

## Описание
Надкрылья фиолетового окраса. Ноги и усики одноцветные, тёмные. Голова с очень глубоким поперечным желобком на темени и поперечным желобком на боках нижней части головы. Подбородок с двумя парами щетинок. Задние боковые щетинки на переднеспинки прикреплены в задних углах. Первый-четвёртый сегменты лапок средней и задней пар ног с рядом шипиков на обоих боках. Пенис снизу у вершины с двумя пластинковидными выростами на боках.

## Систематика
В составе рода:
- Eobroscus bhutanensis
- Eobroscus lutshniki
- Eobroscus masumotoi